# Acrosorus sclerophyllus
Acrosorus sclerophyllus är en stensöteväxtart som först beskrevs av Cornelis Rugier Willem Karel van Alderwerelt van Rosenburgh, och fick sitt nu gällande namn av Barbara S. Parris. Acrosorus sclerophyllus ingår i släktet Acrosorus och familjen Polypodiaceae. Inga underarter finns listade.